# A gonosz markában
A gonosz markában (eredeti cím: Meeting Evil) 2012-ben bemutatott amerikai misztikus-thriller, melynek rendezője és forgatókönyvírója Chris Fisher. A film Thomas Berger 1992-es Meeting Evil című regényén alapul. A főszerepben Samuel L. Jackson és Luke Wilson.
2012. március 30-án mutatták be Video on Demand platformon keresztül. Az Amerikai Egyesült Államokban 2012. május 4-én került bemutatásra, Magyarországon DVD-n jelent meg szinkronizálva.

## Cselekmény
Miután John Feltont (Luke Wilson) váratlanul elbocsájtják munkájából, találkozik egy Richie nevezetű titokzatos idegennel (Samuel L. Jackson), aki segítségére szorul. Azonban a dolgok hirtelen rosszabbra fordulnak, amikor kiderül, hogy az idegen maga a gonosz. Arra kényszeríti John-t, hogy tegyen meg mindent a családja védelme érdekében.

## Szereplők
| Szerep         | Színész           | Magyar hang        |
| -------------- | ----------------- | ------------------ |
| John Felton    | Luke Wilson       | Varga Gábor        |
| Richie         | Samuel L. Jackson | Kőszegi Ákos       |
| Joanie Felton  | Leslie Bibb       | Bogdányi Titanilla |
| Tammy Strate   | Peyton List       | Solecki Janka      |
| Latisha Rogers | Tracie Thoms      | Berkes Boglárka    |
| Frank          | Muse Watson       | Rosta Sándor       |